# Arrivals & Departures
Albums de Silverstein
18 Candles the Early Years
(2006) A Shipwreck In The Sand
(2009)
Arrivals And Departures est le titre du troisième album du groupe Silverstein sorti en 2007.
Une semaine après sa sortie, l'album était classé 25e du classement U.S., avec près de 27 000 disques vendus.

## Liste des pistes
| No  | Titre                         | Durée |
| --- | ----------------------------- | ----- |
| 1.  | Sound of the Sun              | 3:19  |
| 2.  | Bodies and Words              | 3:13  |
| 3.  | If You Could See Into My Soul | 3:59  |
| 4.  | Worlds Apart                  | 4:06  |
| 5.  | My Disaster                   | 3:48  |
| 6.  | Still Dreaming                | 3:55  |
| 7.  | The Sand Will Turn To Glass   | 2:52  |
| 8.  | Here Today, Gone Tomorrow     | 3:33  |
| 9.  | Vanity and Greed              | 3:59  |
| 10. | Love With Caution             | 3:27  |
| 11. | True Romance                  | 5:50  |

Pistes Bonus "BestBuy"
| No | Titre          | Durée |
| -- | -------------- | ----- |
| 1. | Rain Will Fall | 3:26  |
| 2. | Falling Down   | 3:14  |